# Squad 44
 (août 2018).
Si vous disposez d'ouvrages ou d'articles de référence ou si vous connaissez des sites web de qualité traitant du thème abordé ici, merci de compléter l'article en donnant les références utiles à sa vérifiabilité et en les liant à la section « Notes et références ».
 (juin 2022).
Squad 44, auparavant Post Scriptum, est un jeu vidéo de simulation et de tir à la première personne sur la Seconde Guerre mondiale, développé par Periscope Games et édité par Offworld Industries, sorti en 2018 sur Steam (PC).

## Univers
Le jeu s'oriente sur les combats qui se sont déroulés au cours de la Seconde Guerre mondiale. Il se décline en quatre chapitres représentant chacun un théâtre d'affrontements spécifique. Chaque chapitre possède différentes cartes jouables représentant des villes et leurs alentours.
Le chapitre 1, intitulé The Bloody Seventh, se concentre sur l'opération Market Garden, opposant les troupes alliées (Britanniques et Américains) face aux troupes de l'Allemagne Nazie. On y retrouve les cartes d'Arnhem, Best, Doorwerth, Driel, Grave, Heelsum, Oosterbeek, Veghel et Velmolen.
Le chapitre 2, intitulé Plan jaune, se déroule lors de la Bataille de France et permet d'amener la faction française dans le jeu ainsi que ses opposants de l'Allemagne Nazie avec leurs équipements de début de guerre. On y trouve les cartes de Dinant, Maginot et Stonne.
Le chapitre 3, intitulé Day of Days, propose aux joueurs de revivre des opérations et affrontements de la Bataille de Normandie en juin 1944. Trois nouvelles cartes sont incluses : Le débarquement de la 4e division d'infanterie américaine sur Utah Beach, le parachutage de la 82e division aéroportée américaine sur Sainte-Mère-Église et enfin la prise par la 101e division aéroportée de la ville de Carentan tenue par les allemands du 6e régiment de parachutistes (Fallschirmjäger).
Le chapitre 4, intitulé Watch On The Rhine, apporte les nouvelles cartes Foy, Haguenau et Colmar.
Dans Opération Mercury, on retrouve des cartes liées à la bataille de Crète.

## Système de jeu

### Généralités
Post Scriptum est un jeu de simulation. Il se veut totalement communautaire, c'est-à-dire qu'il s’appuie entièrement sur l'entente et la coordination entre les troupes au sol et le reste du jeu. Actuellement, le jeu propose des combats pouvant aller jusqu'à 40 joueurs contre 40 joueurs (un peu plus sur certains serveurs). Le but est de prendre ou de tenir des objectifs face aux adversaires dans un temps imparti[réf. nécessaire]. Sachant qu'à chaque objectif remporté, du temps est rajouté à la minuterie.
Le jeu détermine également un nombre de tickets par équipe qui diminue à chaque fois qu'un joueur choisit de réapparaître, qu'un véhicule est détruit, etc.
Il y a donc trois manières de gagner dans Post Scriptum : une équipe conquiert tous les objectifs ou l'équipe défensive protège les objectifs jusqu'à la fin du temps imparti ou une équipe fait épuiser la réserve de tickets des adversaires.
Le jeu, dans son optique de réalisme, propose aux joueurs d'utiliser de nombreuses armes et véhicules de l'époque de la seconde guerre mondiale.
Les joueurs disposent de bandages pour se soigner d'une blessure ou d'une chute, d'une seringue de morphine pour réanimer ses coéquipiers, ainsi que d'une gourde pour augmenter leur jauge d'endurance.
Selon les classes, les joueurs peuvent également utiliser des jumelles, des pelles ou des pioches pour construire ou démonter les structures et une clé à molette pour réparer le moteur des véhicules lorsqu'il est endommagé.

### Modes de jeu
Trois modes de jeu sont disponibles :
- Offensive (Offensif) : Mode de jeu classique dans lequel une équipe doit attaquer des points définis, l'autre équipe devant défendre ces derniers ;
- RAAS Random Advance And Secure (Avancer et Sécuriser, Aléatoire) : Dans ce mode, des points de capture vont être placés de manière aléatoire parmi les points d’intérêts de la carte. Les équipes doivent alors essayer de s'emparer d'un maximum de points (gain de tickets) en défendant ceux déjà pris et en attaquant ceux sécurisés par les adversaires ;
- Armored (Blindés) : Mode peu fréquent sur les serveurs dans lequel l'ensemble des joueurs est composé d'équipage de char et d'un commandant de peloton. De nombreux blindés sont alors à disposition et ceux-ci peuvent capturer les objectifs. La partie se déroule de manière similaire au jeu World Of Tanks avec des points à capturer et à défendre.
- Invasion : Mode de jeu similaire au mode offensif mais avec des objectifs à remplir pour passer ensuite à la capture de point.

### Communication
La communication entre les joueurs se fait soit via le système de chat textuel en jeu, soit par communication vocale grâce aux micros des joueurs.

#### Chat textuel
Le chat textuel permet d'envoyer des messages textuels aux autres joueurs en jeu. Le joueur peut envoyer ces messages soit par le biais du menu, soit par le biais de l'invite de commandes.
Il peut choisir également le mode d'envoi de son message :
- en squad, le message s'affichera en vert et ne sera visible uniquement que par les membres de l'escouade du joueur ;
- en team, le message s'affichera en bleu azur et ne sera visible que par les membres de l'équipe du joueur ;
- en all, le message sera visible par tous les joueurs présents.

Si le joueur dispose des droits d'administration du serveur de jeu, il dispose de deux modes de chat textuel supplémentaires :
- en broadcast, le joueur affiche un message jaune visible par tous les joueurs en haut de leur écran ;
- en admin, le joueur envoie un message qui n'est visible que par les autres administrateurs présents.

#### Chat vocal
Les joueurs disposent de trois moyens de communiquer avec leur micro. La discussion vocale est le cœur du système de communication du jeu.
Chaque joueur peut parler en mode local, sa voix sera perçue par tous les joueurs de la même équipe qui se trouve suffisamment proche de lui. Si le joueur fait partie d'une escouade, alors il peut communiquer par radio avec les autres membres de son escouade, sans limitation de distance.
Enfin si le joueur possède la fonction de chef d'escouade ou de commandant, il peut discuter avec les autres chefs d'escouade par un canal radio dédié.

### Gameplay
Quatre types de gameplay sont disponibles pour les joueurs. Ceux-ci peuvent rejoindre différents types d'escouades qui détermineront leur style de jeu.

#### Chef d'escouade
Le chef d'escouade, ou squad leader (SL) en anglais, possède en général une arme automatique, qui lui confère un avantage de puissance de feu par rapport aux autres fantassins qui ne possèdent pour la plupart que des armes au coup par coup. Il peut également placer des marqueurs spécifiques sur la carte pour communiquer à son escouade ou à son équipe des points de ralliement, des points à défendre, des mouvements ennemis ou des indications diverses.
Le SL peut également poser une tente radio sur le sol, qui agit comme un point de réapparition temporaire pour les membres de son escouade tombés au combat. Il a aussi la possibilité de placer des objets constructibles sur le terrain comme les membres de la section logistique mais ne peut les construire du fait de l'absence d'une pelle dans son inventaire contrairement à ces derniers.

#### Infanterie
C'est le mode de jeu le plus commun. Les fantassins sont regroupés par escouades de 9 maximum, dirigées par un chef d'escouade. Les fantassins, selon le nombre de soldats présents dans l'escouade, peuvent choisir différents kits, c'est-à-dire différentes classes de personnages. Chaque kit donne au personnage une arme et de l'équipement particulier, qui donnera alors une fonction précise au joueur. Par exemple la classe anti-tank fournit de l'équipement explosif au joueur comme des lance-roquettes et sera alors précieux pour lutter contre une menace blindée ou pour détruire des véhicules de transport.

#### Commandant
Le commandant dirige le reste des 39 autres joueurs de son équipe. Il a la possibilité de contacter les chefs d'escouades par un canal radio privé. Il peut comme les SL, placer des marqueurs sur la carte pour appuyer et illustrer les informations qu'il communique par radio. Il peut également envoyer, s'il se trouve suffisamment proche d'un poste de radio allié, de l'appui aérien (mitraillage ou bombardement) ou de l'artillerie sur une zone précise de la carte.

#### Logistique
L'escouade de logistique se compose de 4 joueurs maximum, et il n'y en a qu'une seule par équipe. Leur chef d'escouade peut placer des objets constructibles sur le terrain : des fortifications comme des sacs de sable, ou des armes comme les canons ou des nids de mitrailleuses. Leur rôle est multiple, ils doivent aider à la défense des points grâce à leur fortifications et leur armes qu'ils peuvent déployer, mais aussi fournir de l'artillerie grâce aux mortiers ou encore déployer des bases avancées (FoB) qui agiront comme des points de réapparition pour les autres joueurs.

#### Blindé
L'escouade blindée se compose de 4 joueurs maximum, et il n'y en a que deux par équipe maximum (une seule si l'équipe compte moins de 30 joueurs au total). Les soldats faisant partie d'une escouade blindée sont les seuls à pouvoir contrôler les véhicules blindés disponibles dans le jeu.
Les blindés se regroupent en trois catégories : les légers, les moyens et les lourds. Les véhicules sont tous des répliques de modèles historique de chars ayant servi lors de la seconde guerre mondiale, comme le Tigre ou le Sherman. Selon le modèle utilisé par les joueurs, le style de jeu devra s'adapter aux caractéristiques (vitesse, blindage, puissance de feu) du véhicule. Ainsi les chars légers ou voitures blindées sont utiles pour la reconnaissance et l'appui d'infanterie, alors que les lourds seront plus aptes pour le combat opposant les chars entre eux.
Les véhicules blindés peuvent accueillir entre 2 et 4 joueurs. Chaque joueur a un rôle spécifique au sein du véhicule, il y a : le pilote, le tireur, le mitrailleur de caisse et le chef de char.

## Développement

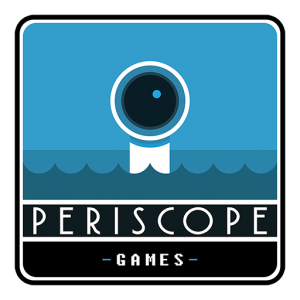
Logo du studio de développement Periscope Games.

Periscope Games décrit le jeu tel quel : « Post Scriptum est un jeu de simulation de la Seconde Guerre mondiale, qui se concentre sur la précision historique, des combats à grande échelle, une courbe d'apprentissage difficile et un besoin intense de communication, cohésion et travail d'équipe ».
À l'origine, le studio français naît par le regroupement de quelques moddeurs issus de Battlefield 2 et Squad. En effet, ils partagent ensemble une vision commune : la conception d'une simulation de jeu de tir communautaire avec pour thème la Seconde Guerre mondiale,.
En février 2016, ils se lancent dans le développement de leur propre jeu, Post Scriptum. Ils trouvent pour cela l'éditeur américain Offworld Industries, qui les a repérés grâce à leur mod Liberty’s Highway de son jeu Squad,,,. L'entreprise est officiellement créée en septembre 2017 et se compose de dix développeurs,. Parmi les membres, certains ont déjà travailler dans l'industrie vidéoludique tel que le directeur du studio, Romain Ferchat, avec une dizaine d'années d'expérience sur la conception de graphismes,.
Le jeu obtient de nombreuses mises à jour jusqu'à sa dernière en janvier 2023, depuis, la société n'a plus donné de nouvelles, ni sur elle, ni sur son jeu.
Le studio disparait en 2023, après la reprise de son jeu par son éditeur Offworld Industries. Le jeu est ensuite renommé en Squad 44 pour marquer ce changement.

## Accueil

### Critiques
- IGN : 6/10[15]
- Metacritic : 7.6/10 (User Score)

### Communauté
Les joueurs se regroupent en de nombreuses équipes, qu'elles soient role play ou compétitives. Des matchs amicaux sont organisés régulièrement entre les différentes équipes ainsi que des matchs plus compétitifs. En effet, le championnat d'Europe de Post Scriptum, appelé « ladder » (« échelle » en anglais) est organisé à titre amateur par les joueurs, et non par les créateurs du jeu. Il a connu trois saisons, la dernière ayant lieu début 2021.
Les principales équipes françaises réunissent la 501e (501st Parachute Infantry Regiment), la DT (Dream Team) et la CoalFr (Coalition francophone). Elles sont très actives en jeu et possèdent différents serveurs communautaires.